# Leiopsammodius bolivianus
Leiopsammodius bolivianus är en skalbaggsart som beskrevs av Cartwright 1955. Leiopsammodius bolivianus ingår i släktet Leiopsammodius och familjen Aphodiidae. Inga underarter finns listade i Catalogue of Life.